# Pünkösti Árpád
Pünkösti Árpád (Debrecen, 1936. április 21. – Budapest, 2014. június 9.) magyar író, újságíró, szociográfus.

## Élete
Pünkösti Mihály és Vadász Irén gyermekeként született.
1954-től 1959-ig a Veszprémi Vegyipari Egyetem hallgatója volt.
Ösztöndíjat kapott a Magyarország Felfedezése sorozattól és a Soros Alapítványtól. 1959–1960 között az Egyetemünk főszerkesztője, a Veszprémi Vegyipari Egyetem tanársegédje. 1960 és 1969 között a veszprémi Napló ipari rovatvezetője. 1969-től 1976-ig a Népszabadság szegedi tudósítójaként dolgozott. 1976–1981, illetve 1984–1989 között az Új Tükör rovatvezetője, főmunkatársa, végül munkatársa. 1979-ben a veszprémi tv-fesztiválon az Ellentétek című filmje a zsűri és a közönség díját is elnyerte. 1981 és 1984 között a Jel-Kép főszerkesztő-helyettese volt. 1990-től a Népszabadság főmunkatársa volt.

## Művei
- Ím, béjöttünk nagy örömmel (dokumentumregény, 1979)
- A kihegyezett ember (szociográfia, 1981)
- Az elithez tartozni. A téeszelnökök kapcsolatrendszere; TK, Budapest, 1986 (Tanulmányok, beszámolók, jelentések. Tömegkommunikációs Kutatóközpont)
- Az önkormányzat lépcsői. Elnöki tájékozottság, tájékozódás és a döntési fórumok a mezőgazdasági termelőszövetkezetekben; TK, Budapest, 1986 (Tanulmányok, beszámolók, jelentések. Tömegkommunikációs Kutatóközpont)
- Kiválasztottak (riportok, 1988)
- Pofa be! (dokumentumpróza, 1988)
- Vasalt ruha mángorolva. Meghúzom magam (szociográfia, 1989)
- Vörös vándorlámpás (riport-szociográfia, 1990)
- Rákosi a hatalomért 1945-1948 (1992)
- Rákosi a csúcson 1948-1953 (1996)
- A kor szerelme (publicisztika, 1997)
- A Fidesz megalakulása (2000)
- Rákosi bukása, száműzetése és halála 1953-1971 (2001)
- Rákosi, Sztálin legjobb tanítványa; Európa, Budapest, 2004
- Szeplőtelen fogantatás. Történelmi szociográfia; Népszabadság, Budapest, 2005
- Az alsó fiók. Családtörténet; Népszabadság, Budapest, 2007
- Kék egér; Népszabadság, Budapest, 2009
- Az alsó fiók. Családtörténet képmelléklettel; Fapadoskonyv.hu, Budapest, 2010
- A kereszt gombja. Az ORFI esete az Istenes Szent János Betegápoló Renddel; Osiris, Budapest, 2010 (Magyarország felfedezése)
- Egyperces Fischerek. A szökött filmes életei; Noran Libro, Budapest, 2011
- A Horn. Angyalföldtől a pártelnökségig, 1932-1990; Kossuth, Budapest, 2013

## Díjai
- A Művészeti Alap irodalmi díja (1988)
- Bölöni-díj (1989)
- Táncsics Mihály-díj (1990) – 2013-ban visszaadta.
- a Szabad Sajtó Alapítvány díja (1995)
- Ezüstgerely-díj (1996)
- Aranytoll (2001)